# Овчаренко, Тимофей Алексеевич
Тимофе́й Алексе́евич Овчаре́нко (1907 — ?) — комбайнёр Отрадненской МТС Отрадненского района Краснодарского края. Герой Социалистического Труда (27.02.1951).

## Биография
Родился в 1907 году в станице Отрадная Баталпашинского отдела Кубанской области, ныне Отрадненского района Краснодарского края, в семье крестьянина. Русский.
После окончания курсов механизаторов с 1931 года работал комбайнёром на местном племзаводе «Урупский». Осенью 1936 года перешёл работать в Отрадненскую машинно-тракторную станцию (МТС). После окончания Лабинской школы автомобильных и тракторных механиков по специальности «механиком по комбайнам» продолжил работать бригадиром тракторной бригады, а позже — комбайнёром.
Ветеран Великой Отечественной войны. Призван 11.02.1943 Отрадненским РВК, Краснодарский край, Отрадненский район.
В уборочную страду 1950 года Т. А. Овчаренко намолотил комбайном «Сталинец-1» с убранной им площади за 25 рабочих дней 8707 центнеров зерновых культур.
Указом Президиума Верховного Совета СССР от 27 февраля 1951 года за достижение высоких показателей на уборке и обмолоте зерновых и масличных культур в 1950 году Овчаренко Тимофею Алексеевичу присвоено звание Героя Социалистического Труда с вручением ордена Ленина и золотой медали «Серп и Молот». В 1952 г награжден орденом Трудового Красного Знамени за сбор урожая зерновых культур объемом 5301 центнер комбайном "Сталинец-6" за 25 рабочих дней. Сведений о дальнейшей судьбе нет.

## Награды
- Золотая медаль «Серп и Молот» № 5812 (27.02.1951);
- Орден Ленина № 144532 (27.02.1951)
- Орден Трудового Красного Знамени (13.06.1952)
- Медаль «За оборону Кавказа»
- Медаль «За победу над Германией в Великой Отечественной войне 1941—1945 гг.» (9 мая 1945[3])
- Медаль «За трудовую доблесть» (04.06.1949)
- Медаль «За трудовую доблесть» (02.06.1950)
- Медаль «В ознаменование 100-летия со дня рождения Владимира Ильича Ленина»
- Медаль  «Двадцать лет Победы в Великой Отечественной войне 1941—1945 гг.»
- Знак «25 лет победы в Великой Отечественной войне»
- Медаль «Тридцать лет Победы в Великой Отечественной войне 1941—1945 гг.»
- Медаль «Ветеран труда»
- Юбилейная медаль «50 лет Вооружённых Сил СССР»
- Юбилейная медаль «60 лет Вооружённых Сил СССР»

## Память

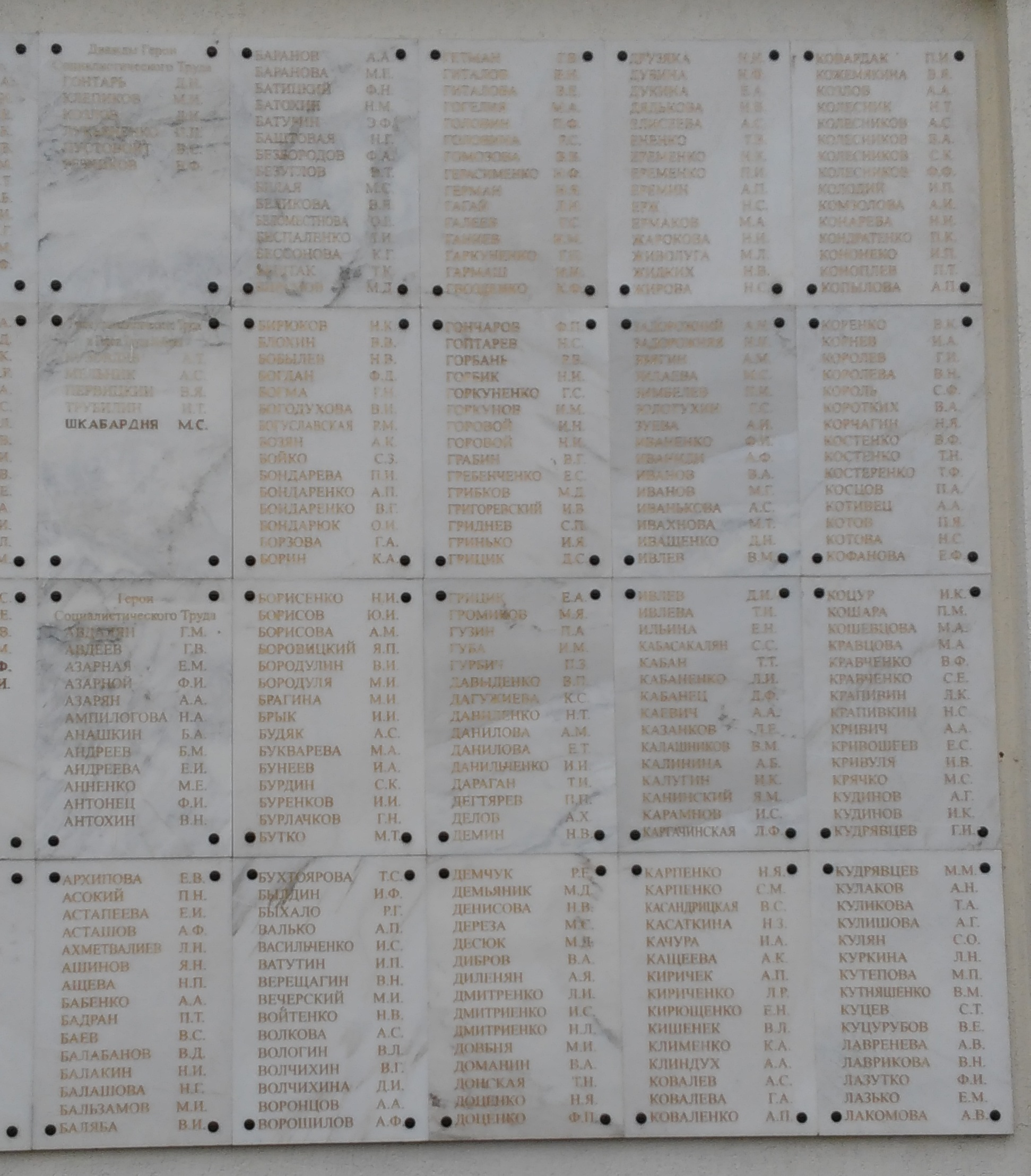

В Краснодаре установлена мемориальная доска с именами Героев Социалистического Труда Кубани и Адыгеи.